# Apure
Lo Stato di Apure è uno degli Stati del Venezuela. È situato nella parte sud-occidentale del paese e confina a nord con gli Stati di Táchira, Barinas e Guárico, a est e sud-est con gli Stati di Bolívar e Amazonas, a sud e ovest con la Colombia.
Il territorio è prevalentemente pianeggiante tranne una piccola area a ovest in corrispondenza con le propaggini della Cordigliera delle Ande.
La temperatura media annua è tra i 24 e i 28 °C.
Le principali risorse vengono dall'allevamento del bestiame bovino e dall'agricoltura, vi si coltiva il cotone, ortaggi, banane, mais e yucca.
La ricchezza di corsi d'acqua ha dato anche impulso alla pesca fluviale, sia sul piano dello sfruttamento economico sia come risorsa turistica.

## Comuni e capoluoghi
1. Achaguas (Achaguas)
2. Biruaca (Biruaca)
3. Muñoz (Bruzual)
4. Páez (Guasdualito)
5. Pedro Camejo (San Juan de Payara)
6. Rómulo Gallegos (Elorza)
7. San Fernando (San Fernando de Apure)